# Морозовский сельсовет (Новосибирская область)
Морозовский сельсовет — сельское поселение в Искитимском районе Новосибирской области Российской Федерации.
Административный центр — село Морозово.

## История
Статус и границы сельского поселения установлены Законом Новосибирской области от 2 июня 2004 года № 200-ОЗ «О статусе и границах муниципальных образований Новосибирской области»

## Население
| 2002 | 2010 | 2012 | 2013 | 2014 | 2015 | 2016 |
| ---- | ---- | ---- | ---- | ---- | ---- | ---- |
| 802  | ↘709 | ↘706 | ↘678 | ↘666 | ↘654 | ↘645 |
| 2017 | 2018 | 2019 | 2020 | 2021 |      |      |
| ↘643 | ↗648 | ↗650 | ↗670 | ↘666 |      |      |

## Состав сельского поселения
| № | Населённый пункт | Тип населённого пункта       | Население |
| - | ---------------- | ---------------------------- | --------- |
| 1 | Морозово         | село, административный центр | ↘594      |
| 2 | Нижний Коён      | деревня                      | ↘115      |